# Bo extensible
Un bo extensible (en anglès: Extendible bond o Extendable bond) és un bo amb una opció inserida que dona dret al tenedor a perllongar l'extensió -el venciment- del bo per un determinat període. Aquest tipus de bo pot ésser considerat com una cartera formada per un bo a curt termini, més una opció call que dona dret a comprar un altre bo a llarg termini. Aquest infreqüent tipus de bo és interessant pels inversors durant períodes de reducció dels tipus d'interès.

## Valoració
La valoració d'aquest tipus de bo seria similar amb la d'un bo amb opció de revenda. Altrament, aquest tipus de bo pot ser configurat perquè sigui l'emissor, i no el tenedor, aquell que exerceixi l'opció, i en aquest cas, la valoració seria similar a la d'un bo amb opció de recompra.
- Preu d'un bo extensible = Preu d'un bo simple + Preu d'una opció per l'extensió
- El preu d'un bo extensible sempre serà major que el d'un bo simple perquè l'opció inserida dona més valor a l'inversor.[5]
- Per tant, la rendibilitat a venciment d'un bo extensible ha d'ésser inferior a la d'un bo simple.